# Кассирер, Пауль

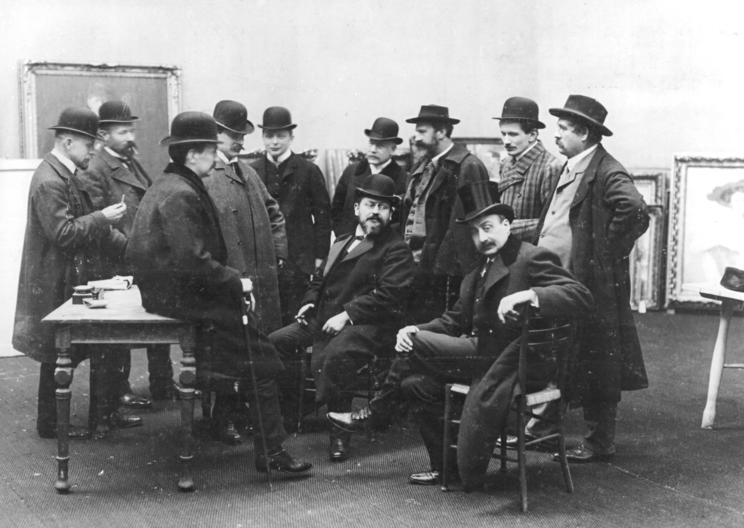
Жюри выставки Берлинского сецессиона 1908 года. Пауль Кассирер — пятый слева. Кроме него слева направо: Фриц Климш, Август Гауль, Вальтер Лейстиков, Ганс Балушек, Макс Слефогт (сидит), Жорж Моссон, Карл Макс Крузе, Макс Либерман (сидит), Эмиль Рудольф Вайсс, Ловис Коринт

Пауль Кассирер (нем. Paul Cassirer; 21 февраля 1871, Гёрлиц — 7 января 1926, Берлин) — берлинский издатель и галерист еврейского происхождения. Издательство Пауля Кассирера существовало в 1908—1933 годах.

## Биография
Сын промышленника Луи Кассирера (1839—1904) и Эмилии Шиффер (1847—1890), брат фабриканта Хуго Кассирера (нем., 1869—1920) именем которого названа Хуго-Кассирер-штрассе в Берлине), невролога Рихарда Кассирера (нем., 1868—1925) и промышленника Альфреда Кассирера (нем., 1875—1932). Его дед Маркус Кассирер (1801—1880) основал в Буякове (поль.) торговый дом по продаже тканей и производству ткацкого оборудования, и впоследствии перевёл своё дело в Бреславль.
Пауль Кассирер изучал историю искусства в Мюнхене и затем работал в «Симплициссимусе», сатирическом еженедельнике издательства Альберта Лангена. Переехав в Берлин, Пауль вместе со своим двоюродным братом Бруно Кассирером учредил 20 сентября 1898 года издательство «Bruno & Paul Cassirer, Kunst- und Verlagsanstalt». Братья познакомились с художниками Максом Либерманом и Максом Слефогтом, которые познакомили их с влиятельными людьми Берлина. Художники входили в созданное 2 мая 1898 года художественное объединение «Берлинский сецессион», и братья по предложению президента Сецессиона Либермана были назначены его секретарями, что позволило Кассирерам занять высокое место не только внутри объединения, но и на художественном рынке в целом.
В последующие три года галеристы посвятили себя продвижению импрессионизма как художественного направления. Для этой цели они издавали работы Слефогта, Либермана и Коринта, которых они считали авангардом искусства Германии. С 1901 года после размолвки с братом, прекратившим впоследствии контакты с Сецессионом, Пауль занялся торговлей произведениями искусства в одиночку, оставаясь членом Сецессиона, и в 1912 году занял пост его президента. Заявленные Кассирером взгляды на искусство привели в его издательство целый ряд известных художников и писателей.
В начале Первой мировой войны 43-летний издатель записался добровольцем на фронт, но вскоре потрясённый ужасами войны и испытавший антисемитские нападки Кассирер с помощью графа Гарри Кеслера и других друзей сбежал в Берн. Здесь вместе с Максом Рашером и доктором Отто Рашером Пауль Кассирер основал издательство «Max Rascher Verlags AG», публиковавшее пацифистские сочинения немецких и французских писателей. В 1922 году издательство закрылось по финансовым причинам. Издательством Кассирера в Берлине в это время управлял Вальтер Файльхенфельдт, в нём издавались труды марксистов Дьёрдя Лукача и Карла Каутского. В военные годы издательство Кассирера выпустило полное собрание сочинений Фердинанда Лассаля.
Вернувшись в Берлин, Кассирер вступил в НСДПГ и занялся вплотную работой в издательстве. В 1920-е годы в издательстве Кассирера вышли сочинения Эрнста Блоха («Дух утопии», «Через пустыню», «Следы»), Франца Марка («Письма, записки и афоризмы») и Марка Шагала («Моя жизнь»).
7 января 1926 года Пауль Кассирер умер от последствий попытки самоубийства. До прихода к власти национал-социалистов издательством управляли Вальтер Файльхенфельдт и Грета Ринг, впоследствии эмигрировавшие из Германии.

## Семья
Кассирер был дважды женат. В первом браке с Люсией Оберварт, закончившимся разводом в 1904 году, родилось двое детей. В 1910 году Пауль Кассирер женился на актрисе Тилле Дюрье, которая в 1926 году подала на развод. Пауль Кассирер покончил жизнь самоубийством до окончания бракоразводного процесса.
Его двоюродные братья — философ Эрнст Кассирер и психиатр Курт Гольдштейн. Его племянник, Рейнхардт Ханс Кассирер (нем., 1908—2001) — южноафриканский галерист и председатель совета директоров «Сотбис», был женат на писательнице Надин Гордимер, лауреате нобелевской премии по литературе (1992). Двоюродный племянник — журналист Генри Кассирер нем., 1911—2004).

## Литература

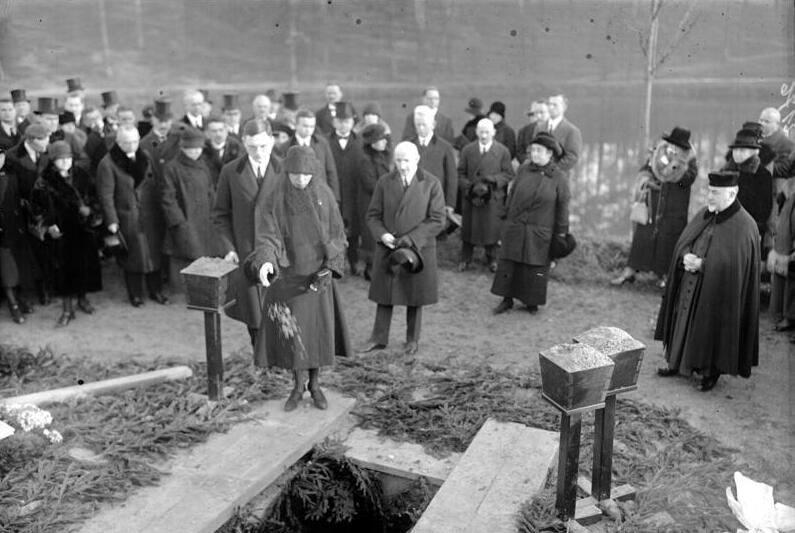
Похороны Пауля Кассирера. Дочь Кассирера Сюзанна у могилы